# Udo Krolzik
Udo Krolzik (* 25. März 1948 in Bielefeld) ist ein deutscher evangelischer Theologe.

## Leben
Er studierte Betriebswirtschaft und Theologie in Hamburg und Edinburgh. Von 1976 bis 1982 war er wissenschaftlicher Assistent am Kirchen- und Dogmengeschichtlichen Seminar der Universität Hamburg und von 1982 bis 1987 Hochschulassistent. Nach der Promotion 1984, dem Vikariat 1987/1988 und der Ordination 1988 in der Nordelbischen Kirche war er von 1989 bis 1993 Pastor in Hamburg-Hummelsbüttel. Von 1996 bis 2008 war er  Vorstandsvorsitzender des Evangelischen Johanneswerks in  Bielefeld. Nach der Habilitation 1997 an der Universität Hamburg wurde er 2007 außerplanmäßiger Professor für Systematische Theologie und Diakoniewissenschaft an der Kirchlichen Hochschule Wuppertal/Bethel. 2008 Gründung des Institutes für Diakoniewissenschaft und DiakonieManagement  der Kirchlichen Hochschule Wuppertal/Bethel. Bis 2013 Direktor des Institutes. Gleichzeitig Vorstandsvorsitzender der Führungsakademie für Kirche und Diakonie und der Bundesakademie für Kirche und Diakonie.

## Schriften (Auswahl)
- Umweltkrise – Folge des Christentums?. Stuttgart 1980, ISBN 3-7831-0594-3.
- Ökologische Probleme und das Naturverständnis des christlichen Abendlandes. Stuttgart 1983, OCLC 256297075.
- Säkularisierung der Natur. Providentia-Dei-Lehre und Naturverständnis der Frühaufklärung. Neukirchen-Vluyn 1988, ISBN 3-7887-1227-9.
- mit Bernhard J. Güntert und Franz-Xaver Kaufmann (Hgg.): Freie Wohlfahrtspflege und europäische Integration. Gütersloh 2002, ISBN 3-579-05327-2.
- mit Hanns-Stephan Haas (Hgg.): Diakonie unternehmen. Alfred Jäger zum 65. Geburtstag, Band 3 Diakonie. Stuttgart 2007, ISBN 978-3-17-019974-3.